# Центр МРТ

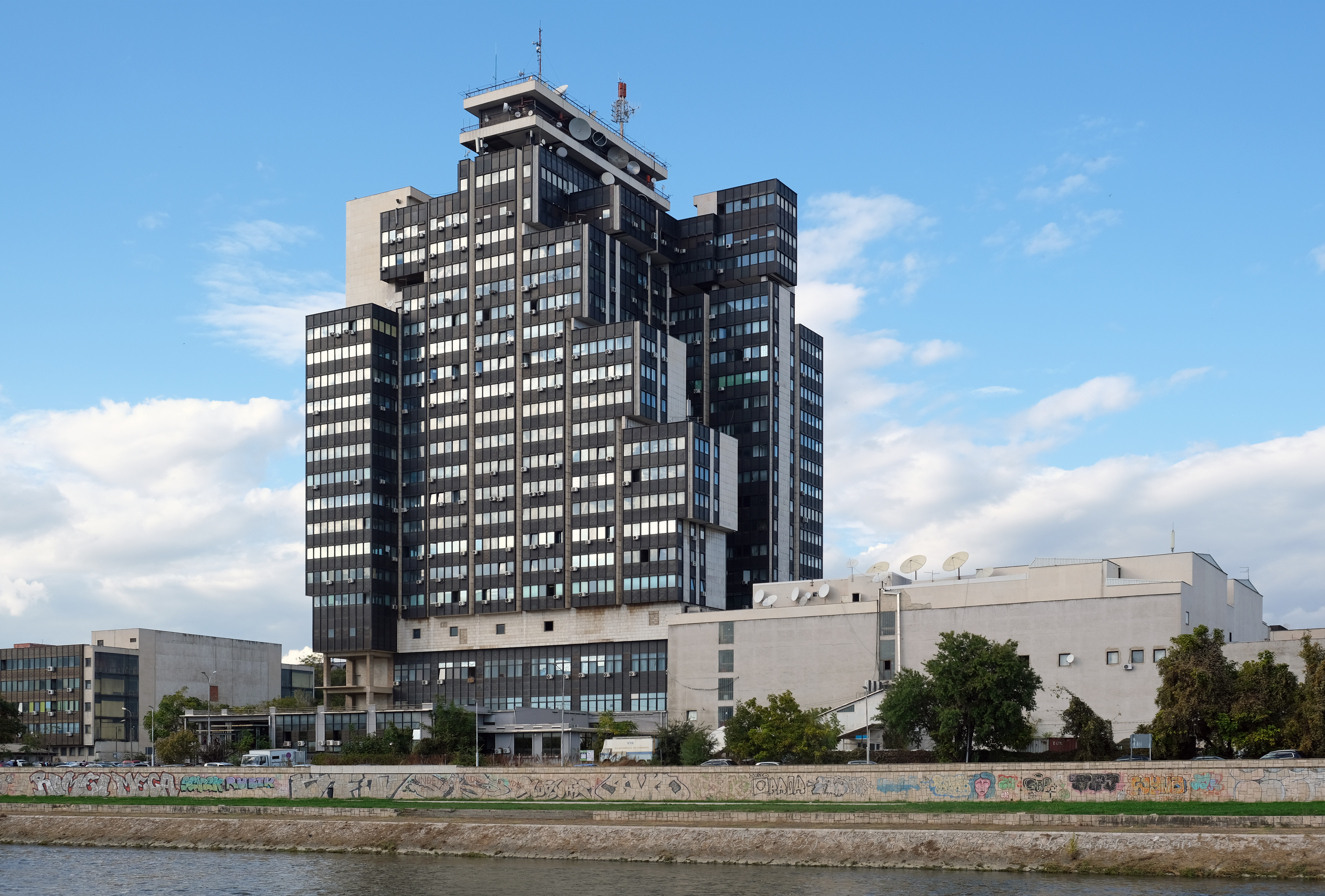
Будівля Центру МРТ

Центр МРТ — найвища будівля в Північній Македонії. Розташоване в центрі Скоп'є, в будівлі розміщується головний офіс національної телерадіокомпанії (МРТ). Будівля заввишки 70 метрів має 25 поверхів і була зведена 1984 року. Із закінченням будівництва комплексу Цевахір Кулі, запланованого на 2016 рік, центр МРТ втратить статус найвищої будівлі країни.